# Hans Ebeling (Geschichtsdidaktiker)
Hans Ebeling (* 4. August 1906 in Burg bei Magdeburg; † 26. Mai 1967 in Braunschweig) war ein deutscher Geschichtsdidaktiker und Schulbuchautor.

## Leben und Wirken
Ebeling wurde als Sohn eines Lehrers geboren und studierte Deutsch, Geschichte und Philosophie an der Universität Leipzig. 1929 wurde er Volksschullehrer. Nach seiner Flucht aus der sowjetischen Besatzungszone wurde er Lehrer und Schulrat in Helmstedt und Braunschweig. Er brachte Die Reise in die Vergangenheit, ein bedeutendes Geschichtsbuch für die Gemeinschafts-, Volks- und Hauptschule heraus; es wurde nach seinem Tod von Wolfgang Birkenfeld weiterentwickelt. Vor allem zum Thema Methoden war er innovativ und empfahl früh, was erst viel später als handlungsorientierter Unterricht beschrieben wurde. 

## Schriften (Auswahl)
- Geschichtspädagogischer Forschungskreis Braunschweig (Hrsg.): Deutsche Geschichte. Dargestellt und erzählt von Hans Ebeling. 5 Bände. Georg Westermann Verlag, Braunschweig / Berlin / Hamburg 1949–52, OCLC 3939806.
- Methodik des Geschichtsunterrichts. Schroedel, Hannover / Darmstadt 1953, OCLC 73331727. (5. Auflage. Schroedel, Berlin 1962).
- mit Hermann Wacker: Anschauen, Behandeln, Begreifen. Zur Didaktik und Methodik der Arbeit mit Bildern im Unterricht. in: Praktische Schularbeit. Zickfeldt, Hannover 1957, OCLC 732223999. (4. Auflage: Zickfeld, Hannover 1971).
- (als Hrsg.) Die Reise in die Vergangenheit. Georg Westermann, Braunschweig 1962, OCLC 777805332.
- Unser Braunschweiger Land. Stüwe, Braunschweig-Rautheim 1961, OCLC 315695294. (Atlas)
- mit Elisabeth Ebeling, Hanns Kühl: Praxis des Geschichtsunterrichts. Schroedel, Hannover 1964, OCLC 10154048.
- Zur Didaktik und Methodik eines kind-, sach- und zeitgemässen Geschichtsunterrichts. Schroedel, Hannover 1965, OCLC 256300162. (3. Auflage. Schroedel, Hannover 1968).